# Das Beste aus den Jahren 1977-87
Albums de Mireille Mathieu
Meine Welt ist die Musik
(1998) Du lieber Weihnachtsmann
(1999)
Das Beste aus den Jahren 1977-87 est une compilation allemande de la chanteuse française Mireille Mathieu regroupant 16 chansons de l'artiste sortie entre 1977 et 1987 en Allemagne.

## Chansons de la compilation
1. Geh bevor die Nacht beginnt (Jörg Schenckendorff/Christian Bruhn)
2. Die Liebe kennt nur der, der sie verloren hat (Christian Bruhn/Günther Berhle)
3. Walzer der Liebe (Christian Bruhn/Robert Jung)
4. Nimm noch einmal die Gitarre (Christian Bruhn/Michael Kunze)
5. Zuhause wartet Natascha (Christian Bruhn/Günther Berhle)
6. Ein Romantischer Mann (Christian Bruhn/Wolfgang Hofer)
7. Tage wie aus Glas (Watson T. Brown/Wolfgang Mürmann)
8. Chicano (Harold Faltermeyer/Michael Kunze)
9. Santa Maria (Christian Bruhn/Günther Berhle)
10. Tränen wurden mir nicht stehen (R. Leight/Michael Kunze)
11. Der Clochard (Candy de Rouge/Günther Mende)
12. Nur du (Rolf Soja/Frank Dostal)
13. Die Liebe zu dir (Chariots of Fire) (Vangelis Papathanassiou/Michael Kunze)
14. Zurück zür Zärtlichkeit (Ralph Siegel/Bernd Meinunger)
15. Du weißt doch ich lieb' dich (Candy de Rouge/Günther Mende/Bernd Meinunger)
16. Nie war mein Herz dabei (ohne dich) (Christian Bruhn/Bernd Meinunger)